# Boulevard Paul-Vaillant-Couturier (Ivry-sur-Seine)
Pour les articles homonymes, voir Boulevard Paul-Vaillant-Couturier.
Le boulevard Paul-Vaillant-Couturier est une voie de circulation se trouvant à Ivry-sur-Seine. Il se trouve au cœur du projet de rénovation urbaine Ivry Confluences,.

## Situation et accès
Le boulevard Paul-Vaillant-Couturier suit le tracé de la D 19B.
Il croise la rue Jules-Vanzuppe, la rue Westermeyer, puis la rue Lénine, anciennement rue de Seine.
Il se termine place Léon-Gambetta, anciennement place Nationale.

## Origine du nom

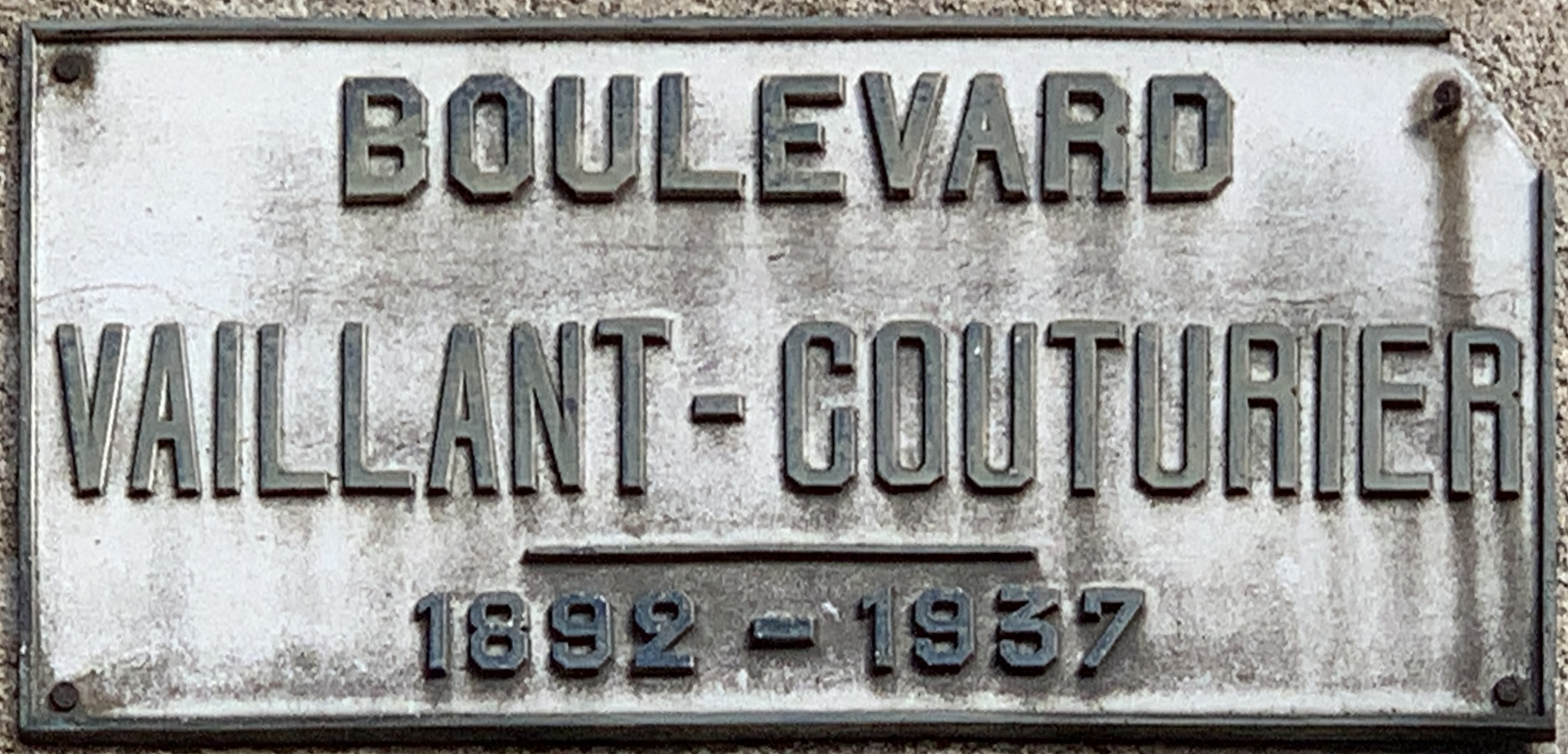
Plaque du boulevard Paul-Vaillant-Couturier, ancien modèle en fonte d'aluminium, aux lettres en relief.

Le nom de ce boulevard rend hommage à Paul Vaillant-Couturier, (1892-1937) écrivain, journaliste et homme politique français, cofondateur du Parti communiste français.

## Historique

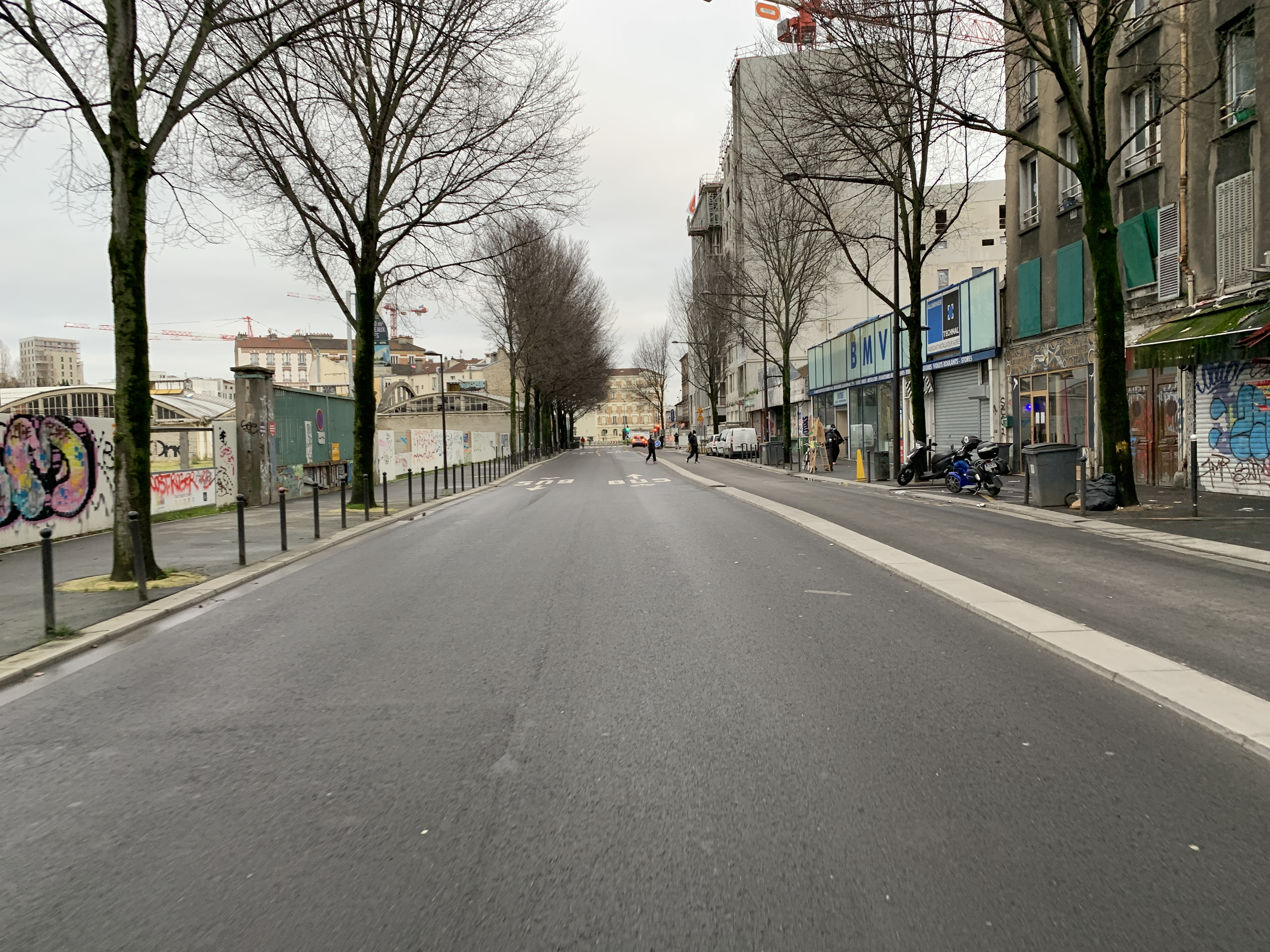
Le boulevard en janvier 2021.

Ce boulevard s'appelait antan rue Nationale, puis boulevard National.
La Compagnie des tramways de l'Est parisien y faisait passer la ligne de tramway numéro 7, à traction mécanique, qui allait du pont de la Concorde à Bonneuil,.
Des recherches archéologiques entreprises par l'Inrap ont mis en évidence des traces d'occupations humaines du Néolithique, de l’âge du Bronze ancien et du premier âge du Fer,.

## Bâtiments remarquables et lieux de mémoire

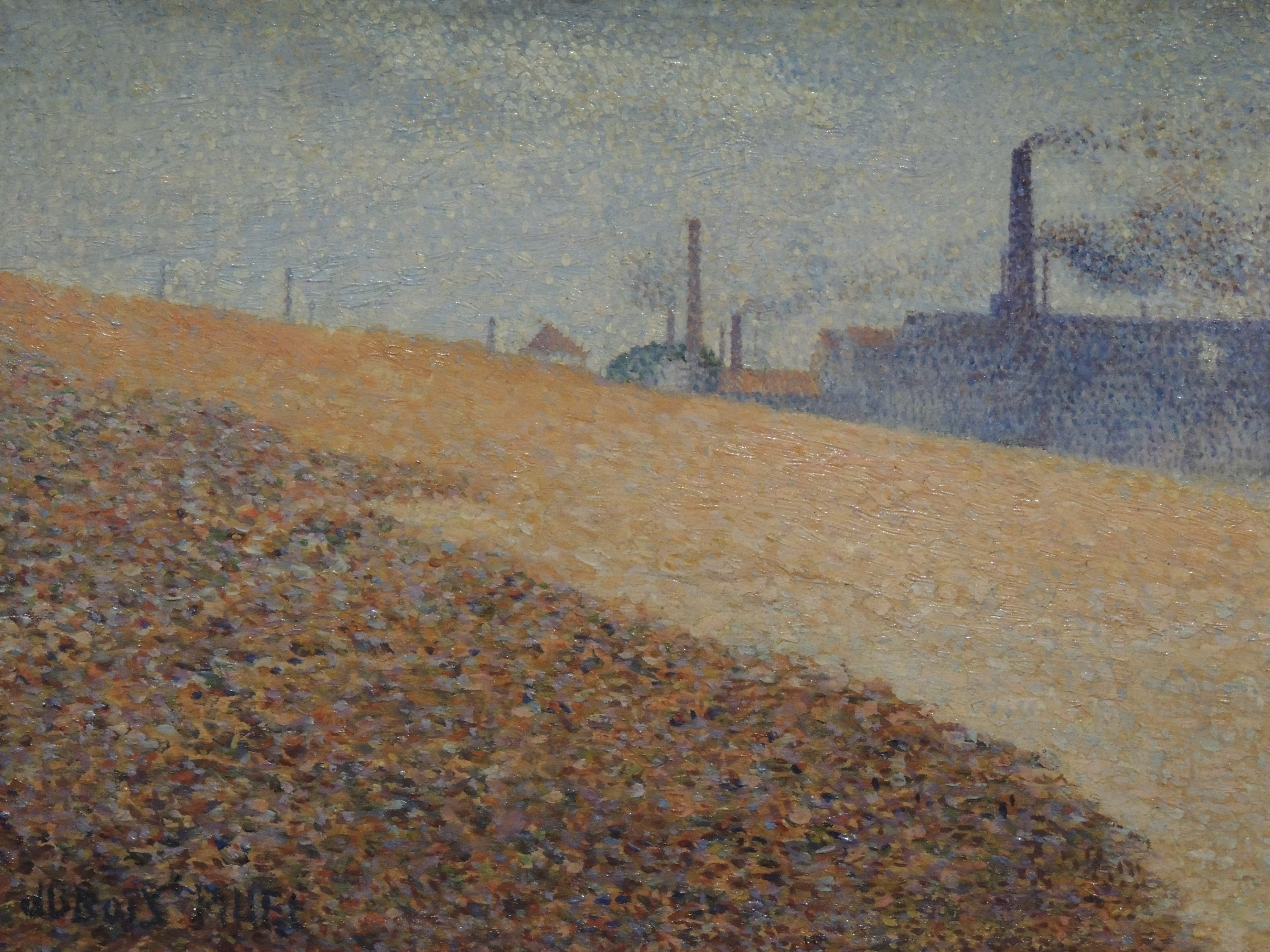
Forges à Ivry, Albert Dubois-Pillet.

- De 1926 à 2012, anciens entrepôts du Bazar de l'Hôtel de Ville[12].
- Le boulevard présente encore quelques bâtisses du XIXe siècle[13],[14].
- Centre commercial Quais d'Ivry.
- Emplacement des anciennes Forges Coutant, dites Forges d'Ivry[15],[16]. Elles ont été représentées par Albert Dubois-Pillet (Forges à Ivry), Armand Guillaumin (Les Forges d'Ivry, confluent de la Seine et de la Marne) et Eugène Galien-Laloue {Les Forges d'Ivry).